# Championnat de Yougoslavie de football 1937-1938
Navigation
Saison précédente Saison suivante
La saison 1937-1938 du Championnat de Yougoslavie de football était la quinzième édition du championnat de première division en Yougoslavie. Dix clubs prennent part à la compétition et sont regroupés en une poule unique où ils affrontent deux fois leurs adversaires, à domicile et à l'extérieur.
C'est le club du HAŠK Zagreb qui remporte la compétition, en terminant en tête du classement final du championnat, à égalité de points mais un plus grand nombre de victoires que le BSK Belgrade. Le tenant du titre, le Građanski, termine à un point du duo de tête. C'est l'unique titre de champion de Yougoslavie de l'histoire du club.

## Les clubs participants
| - Concordia Zagreb - Hajduk Split - SK Jugoslavija - HAŠK Zagreb - BASK Belgrade - Primorje Ljubljana - FK Slavija - BSK Belgrade - Jedinstvo Beograd - Građanski |

## Compétition

### Classement
Le classement est effectué en utilisant le barème classique (victoire à 2 points, match nul un point, défaite zéro point).
| Rang | Équipe             | Pts | J  | G  | N | P  | Bp | Bc | Diff |
| ---- | ------------------ | --- | -- | -- | - | -- | -- | -- | ---- |
| 1    | HAŠK Zagreb        | 26  | 18 | 12 | 2 | 4  | 40 | 20 | +20  |
| 2    | BSK Belgrade       | 26  | 18 | 11 | 4 | 3  | 45 | 25 | +20  |
| 3    | GrađanskiT         | 25  | 18 | 11 | 3 | 4  | 54 | 23 | +31  |
| 4    | BASK Belgrade      | 18  | 18 | 8  | 2 | 8  | 36 | 33 | +3   |
| 5    | FK Sarajevo        | 18  | 18 | 7  | 4 | 7  | 25 | 28 | -3   |
| 6    | SK Jugoslavija     | 17  | 18 | 6  | 5 | 7  | 26 | 21 | +5   |
| 7    | Hajduk Split       | 17  | 18 | 6  | 5 | 7  | 31 | 38 | -7   |
| 8    | Jedinstvo Beograd  | 12  | 18 | 4  | 4 | 10 | 13 | 26 | -13  |
| 9    | Primorje Ljubljana | 11  | 18 | 3  | 5 | 10 | 24 | 42 | -18  |
| 10   | HŠK Concordia      | 10  | 18 | 4  | 2 | 12 | 24 | 52 | -28  |

|  | Qualification pour la Coupe Mitropa 1938 |
|  | T : Tenant du titre                      |

## Bilan de la saison
| Championnat de Yougoslavie de football 1937-1938                        |                         |
| Champion                                                                | HAŠK Zagreb (1er titre) |
| Qualifications continentales                                            |                         |
| Coupe Mitropa 1938                                                      | HAŠK Zagreb             |
| Coupe Mitropa 1938                                                      | BSK Belgrade            |
| Promotions et relégations                                               |                         |
| Promus en Prva Liga                                                     | Aucun                   |
| Relégués en Championnat de Yougoslavie de football de deuxième division | Aucun                   |